# Boris Barać
Boris Barać (Mostar, 21 febbraio 1992) è un cestista croato.
È il fratello di Stanko Barać, a sua volta cestista.

## Palmarès
- Campionato ceco: 1

ČEZ Nymburk: 2017-18
- Campionato ungherese: 1

Falco Szombathely: 2020-21
- Coppa della Repubblica Ceca: 1

ČEZ Nymburk: 2018
- Coppa d'Ungheria: 1

Falco Szombathely: 2021